# ادوارد بویاجیان
ادوارد بویاجیان (ارمنی: Էդուարդ Բոյաջյան؛  زادهٔ ۹ آوریل ۱۹۱۵ - درگذشته ۱۳ اکتبر ۱۹۶۶) نثرنویس، شاعر،  منتقد، ویراستار و آموزگار اهل ارمنستان بود.

## زندگی‌نامه
وی در ۹ آوریل ۱۹۱۵ در خدربک به دنیا آمد .  وی در ۱۳ اکتبر ۱۹۶۶ در سن ۵۱ سالگی در بیروت درگذشت.